# Cachoeira Meşəbaşı
Cachoeira Meşəbaşı (em azeri:  Meşəbaşı şəlaləsi) é uma cachoeira no Shaki Rayon da República do Azerbaijão.

## Cachoeira
Esta cachoeira, chamada de Meşəbaşı pela população local, está localizada na margem direita do braço Damarçın do rio Kiş, a uma altitude de 1,696 m acima do nível do mar. O nome Meşebaşı significa "a cabeça da floresta" azerbaijano. Cachoeira Meşəbaşı cai de uma altura de 13 metros. Está localizado nas coordenadas 41° 17′ 36″ N, 47° 15′ 13″ L. É reconhecido como um objeto natural promissor no desenvolvimento do ecoturismo na região. Este monumento natural foi construído em 2023 no rio Kish e seus afluentes no Shaki Rayon, no âmbito do estudo do potencial ecoturístico da região, por Gafgaz Mahammadhasan oglu Agabalayev, investigador do departamento de Geografia "Instituto de Estudos Ambientais" de Centro Regional de Ciências Shaki da ANCA, PhD em geografia, observado durante pesquisa científica.